# Nonnevitz

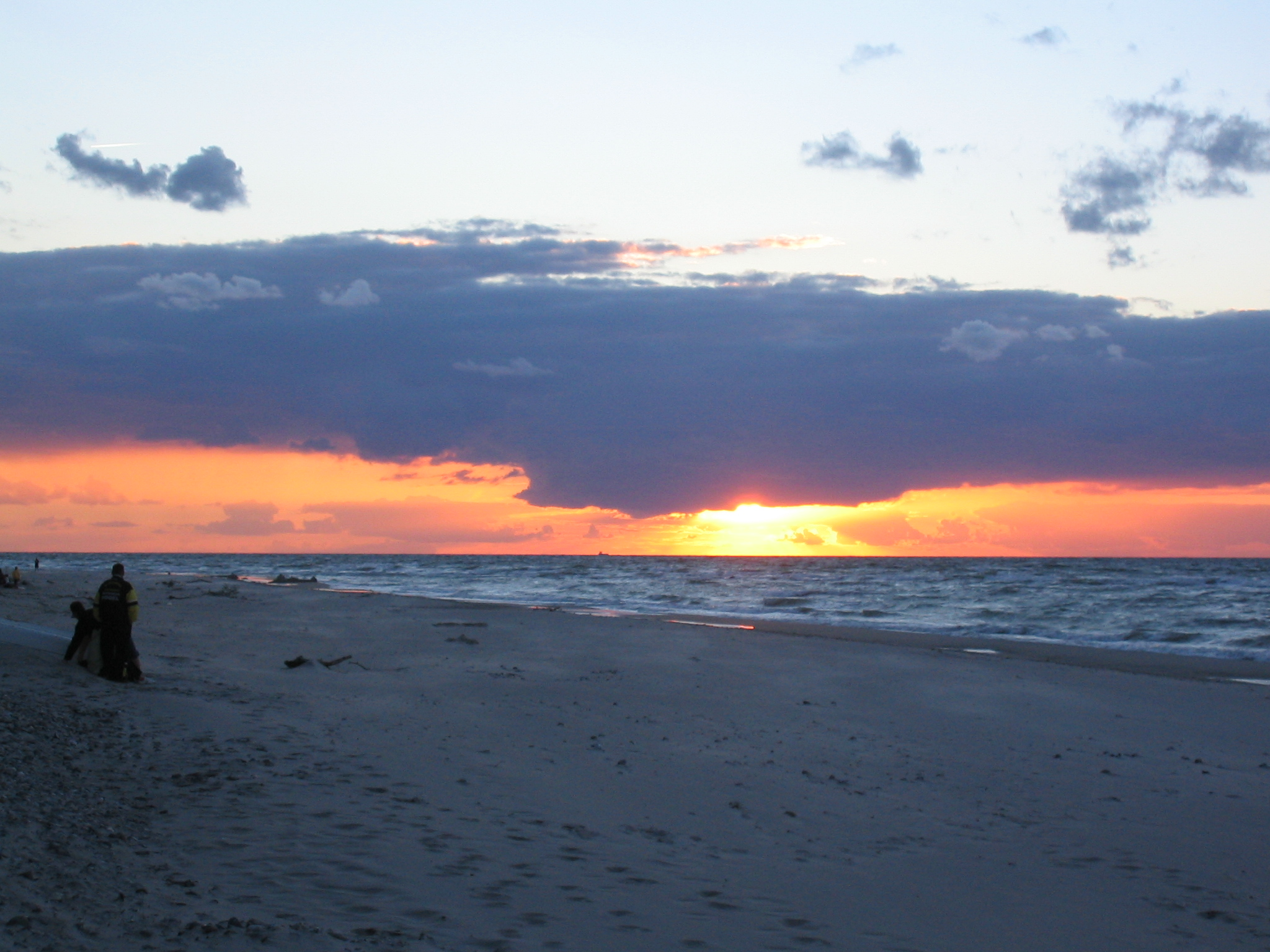
Sonnenuntergang am Strand von Nonnevitz

Nonnevitz ist ein zu Dranske eingemeindeter Weiler an der Nordküste der norddeutschen Insel Rügen.

## Ortslage und Ortsbild
Nonnevitz liegt etwa sechs Kilometer nordöstlich von Dranske auf der Rügener Halbinsel Wittow. Nicht weit entfernt liegen östlich das Kap Arkona und südlich der Wieker Bodden. Die Höhe des Ortes beträgt 12 m ü. NN.
In dem parallel zur Küste verlaufenden Waldstreifen zwischen dem Ort und dem Ostseestrand liegen eine Reihe von Ferienanlagen und Campingplätzen, u. a. Kreptitzer Heide und Regenbogen Camp Nonnevitz. Östlich von Nonnevitz befindet sich ein kleiner Windpark mit fünf Windkraftanlagen.

## Geschichte
Nonnevitz wurde bereits im Jahre 1193 erstmals urkundlich erwähnt, durch die Schenkung des Rügenfürsten Jaromar I. an das Zisterzienserinnenkloster in Bergen. Johann Jacob Grümbke nennt „Nunevitz“ in seinen 1805 erschienenen Streifzügen durch das Rügenland einen „Hof“.
In den 1960er Jahren sollte bei Nonnevitz der Hafen Mövenort für den Fährverkehr in die Sowjetunion und nach Schweden entstehen. Dieses Projekt wurde nicht verwirklicht.

## Persönlichkeiten
Die Schriftstellerin Lilo Hardel (1914–1999) verstarb in Nonnevitz.